# Vittorio Grilli
Vittorio Umberto Grilli (Milano, 19 maggio 1957) è un economista, dirigente pubblico e politico italiano, Ministro dell'economia e delle finanze.
Da maggio 2005 fino a novembre 2011 è stato direttore generale del Dipartimento del Tesoro del Ministero dell'Economia e delle Finanze, essendo stato confermato in tale ruolo dai ministri Domenico Siniscalco, Tommaso Padoa-Schioppa e Giulio Tremonti. Il 28 novembre 2011 viene nominato viceministro dell'Economia e delle Finanze del Governo Monti, carica che manterrà fino all'11 luglio 2012, quando viene nominato Ministro dell'economia e delle finanze, in sostituzione di Mario Monti che fino a quel momento ricopriva la carica.

## Biografia

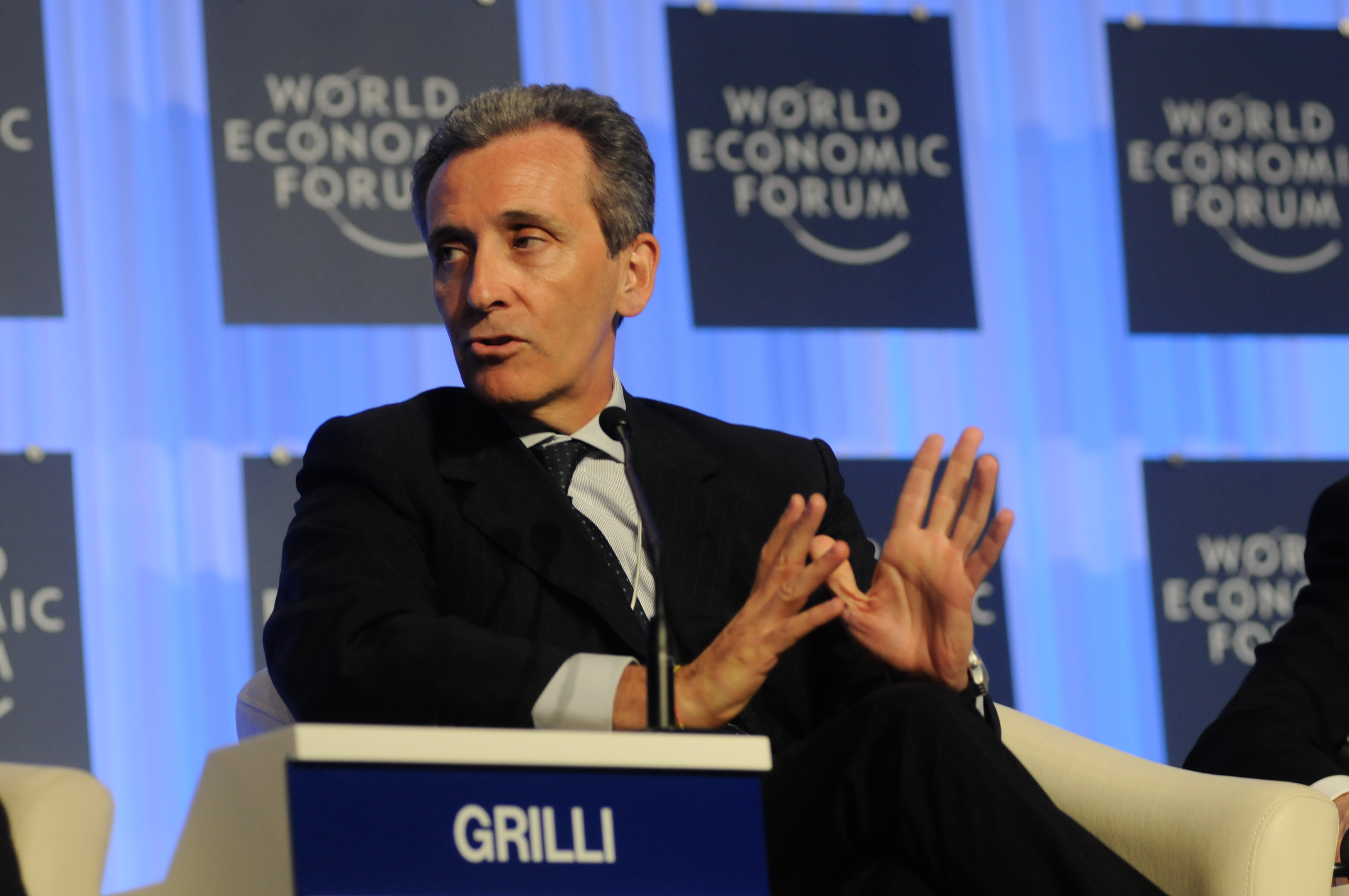
Vittorio Grilli nel 2012

Grilli si è laureato in Discipline Economiche e Sociali presso l'Università Bocconi di Milano nel 1981, e ha conseguito un Master e un dottorato in economia presso l'Università di Rochester a New York. Dal 1986 al 1990 è ricercatore universitario alla Yale University, mentre dal 1990 al 1994 è ricercatore universitario al Birkbeck College della Università di Londra. Nel 1994 entra nel Ministero del Tesoro come capo della direzione per le privatizzazioni, incarico che lascia nel 2000 per passare brevemente ad un incarico dirigenziale nella Credit Suisse. Dal 2002 torna al ministero come Ragioniere Generale dello Stato, e nel 2005, sostituito da Mario Canzio, viene nominato a dirigere il Dipartimento del Tesoro dal Ministro dell'economia e delle finanze Domenico Siniscalco, che in quel ruolo l'aveva preceduto, incarico che mantiene sotto i governi Berlusconi III, Prodi II e Berlusconi IV.
Da marzo 2004 a ottobre 2005 ha ricoperto l'incarico di commissario unico della fondazione Istituto Italiano di Tecnologia per poi diventarne presidente nel periodo successivo. Nel settembre-ottobre 2011, a seguito della nomina di Mario Draghi a Presidente della Banca centrale europea, era stato uno dei possibili candidati alla carica di Governatore della Banca d'Italia, incarico però andato ad Ignazio Visco. È membro del Consiglio di Amministrazione della Scuola Superiore Sant'Anna di Pisa.
Il 28 novembre 2011 viene nominato viceministro dell'Economia e delle Finanze del Governo Monti. 
Grilli giurò il giorno successivo e la Presidenza del Consiglio comunicò che egli sarebbe stato permanentemente invitato a partecipare alle sedute del Consiglio dei ministri. Per svolgere la funzione di Viceministro, lascia la carica di Direttore generale del Tesoro e la presidenza dell'IIT.

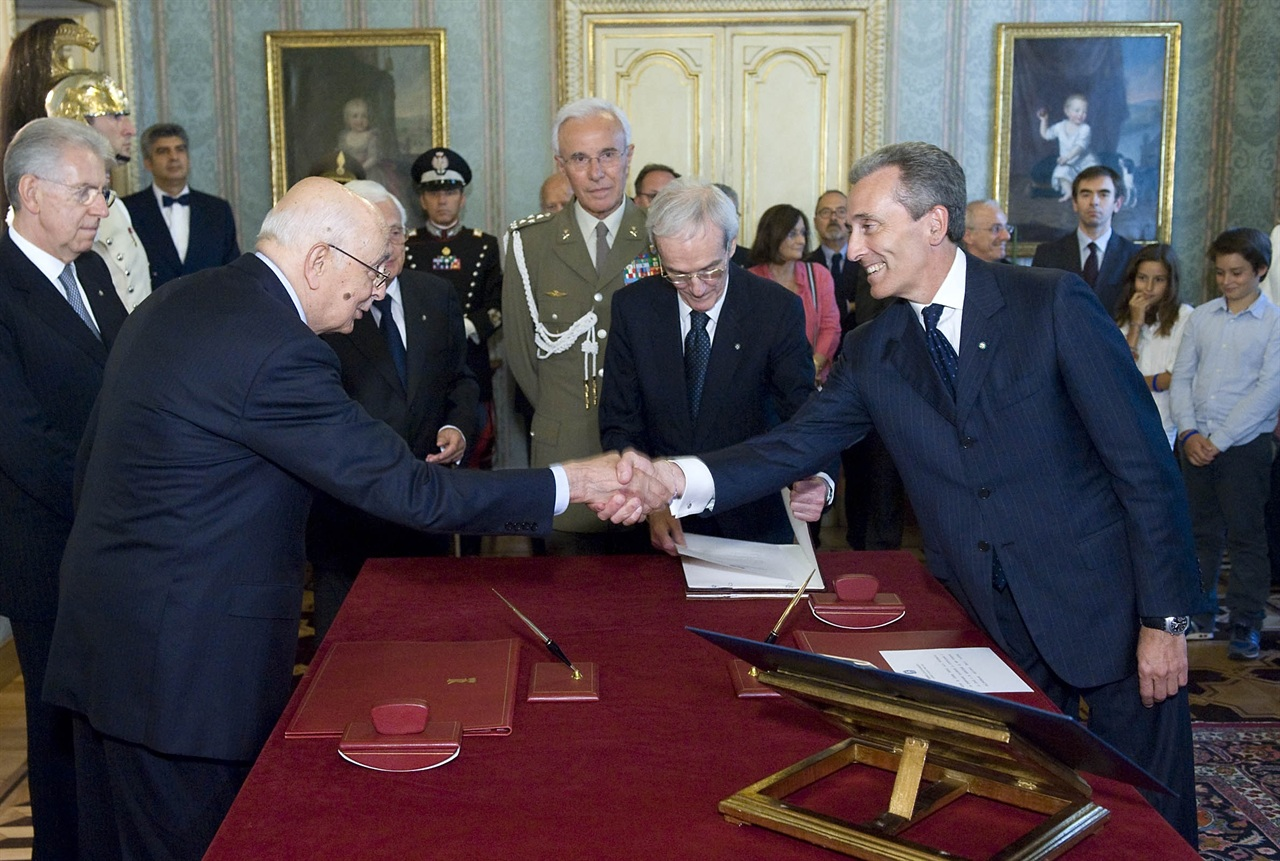
Vittorio Grilli durante il giuramento al Quirinale

L'11 luglio 2012 viene nominato Ministro dell'Economia e delle Finanze succedendo al Presidente del Consiglio Mario Monti, che ricopriva tale incarico ad interim dall'insediamento del governo il 16 novembre 2011, rimanendo nell'incarico fino al termine del mandato dell'esecutivo il 28 aprile 2013.
Il 12 maggio 2014 diventa ufficiale la nomina a presidente del Corporate & Investment Bank per l'area Europa, Medio Oriente e Africa della banca d'affari statunitense JPMorgan. Torna anche all'IIT come chairman.

## Critiche
Nel mese di aprile 2013, a seguito della diffusione di documenti relativi al procedimento giudiziario di divorzio dalla ex moglie Lisa Caryl Lowenstein (sposata nel 1993), l'ex vice-ministro dell'economia viene accusato da alcune testate giornalistiche di aver aperto numerosi conti correnti in una delle Isole del Canale, in una località considerata dal Governo italiano un paradiso fiscale. In risposta a tali articoli l'ex Ministro ha pubblicato sul sito del Ministero dell'economia e delle finanze le sue dichiarazioni dei redditi da cui si evince che tali conti erano stati aperti nel 2001, quando risiedeva a Londra, e che essi erano sempre stati regolarmente dichiarati alle autorità fiscali italiane e inglesi.

## La sentenza Grilli
Il giorno 11 maggio 2017 viene depositata la sentenza definitiva della Corte di Cassazione sulla causa di divorzio: il pronunciamento della Suprema Corte è rivoluzionario, nella materia del diritto di famiglia italiano, poiché per la prima volta viene introdotto nella giurisprudenza il principio che nella determinazione dell'assegno di mantenimento dell'ex coniuge deve essere garantita solo l'autosufficienza economica della controparte (e non più il mantenimento del precedente tenore di vita), non essendo dovuto nulla all'ex coniuge nel caso che questi abbia una adeguata disponibilità di risorse finanziarie e patrimoniali.